# Jehan d'Ivray
Jehan d'Ivray, nom de plume de Jeanne Puech, madame Jeanne Fahmy Bey, née à Bessèges le 17 avril 1861, morte à Vichy le 9 septembre 1940, est une écrivaine française, écrivant surtout sur l'Égypte et les femmes. 

## Biographie
Son père était chef de gare à Bessèges. Elle perd sa mère très jeune, et elle prend l'habitude d'ajouter le nom de sa mère à son nom : Jeanne Puech d'Alissac.
Elle étudie au couvent des Dames de l'Assomption à Nîmes et se marie à 17 ans à l'égyptien Selim Fahmy Bey, qui venait de terminer ses études de médecine à Montpellier. Jeanne part avec son mari en 1879 au Caire, puis à Alexandrie, et enfin à Tanta où son mari obtient le poste de médecin chef à l'hôpital gouvernemental. Le couple aura deux filles. Après la mort de son mari en 1919, Jehan d'Ivray retourne vivre en France, après 40 ans de vie en Égypte. Elle s'installe à Paris et y tient un salon littéraire 
regroupant des Français et des Égyptiens,. 
Elle est l’autrice de nombreux ouvrages, dont beaucoup sont relatifs à l’Égypte ou à l’Orient, et aux femmes. Féministe, elle contribue à la revue féminine L’Égyptienne, fondée par Huda Sharawi, de 1925 à 1940. Elle écrit aussi quelques romans populaires exotiques. 
Elle publie en 1928, L'aventure saint-simonienne et les femmes. La bibliothèque Marguerite-Durand (Paris) possède un fonds d'archives, de manuscrits et de correspondances de Jehan d’Ivray,. 

## Œuvres
- 1896 : Bonaparte et l'Égypte[6].
- 1898 : Le Prince Mourad, roman.
- 1898 : Jana cœli.
- 1908 : Les porteuses de torches, roman.
- 1911 : Le Moulin des Djinns, roman.
- 1911 : Au cœur du Harem[7].
- 1913 : Souvenirs d'une odalisque, roman.
- 1915 : Les Mémoires de l'eunuque Béchir Agha.
- 1919 : La Lombardie au temps de Bonaparte[8].
- 1921 : L'Égypte éternelle.
- 1921 : La rose du Fayoum, roman.
- 1921 : Le cardinal Mercier.
- 1921 : L'étranger.
- 1921 : La cité de joie, roman.
- 1922 : Le Beau Rêve brisé, roman, volume 26 de la collection Les Auteurs populaires.
- 1927 : Le retour de l'aimé.
- 1928 : L'Heure du bonheur, roman.
- 1928 : L'Aventure Saint-Simonienne et les femmes, Prix Fabien de l'Académie française.
- 1928 : Promenades à travers le Caire.
- 1930 : L'Appel de I'Ombre.
- 1935 : L'étrange destin de Mademoiselle Aïssé.
- 1936 : Une Aventurière sous l'Empire.
- 1937 : Saint Jérome et les dames de l'Aventin.
- 1940 : Un Chef français au service de l’Égypte.
- Au harem, souvenirs de ma jeunesse.
- Le moulin hanté, roman, volume 658 de la collection Mon livre favori.